# Josef Draxler
Josef Draxler (* 8. Oktober 1813 in Eibiswald (Steiermark); † 5. September 1891 in Prein an der Rax bei Neunkirchen (Niederösterreich)) war ein österreichischer Opernsänger (Bass).

## Leben
Draxler kam, nachdem er frühzeitig seine Stimme entdeckt und die nötige gesangliche Ausbildung genossen hatte, als Chorsänger 1837 ans Kärntnerthortheater, wo sei schöner Bass jedoch bald auffiel und ihm Solopartien anvertraut wurden. Er blieb diesem Institute so lange treu, als er überhaupt als Bühnensänger wirkte. Anfänglich wirkte er noch neben Josef Staudigl, durch Übernahme großer Partien während einer Erkrankung Staudigls errang er sich Anerkennung und Beliebtheit bei Publikum und Presse.
1869 übersiedelte er auch mit ins neue Hof-Operntheater, wo er 1876 als Kaspar in Carl Maria von Webers Oper Der Freischütz nach nahezu 40 Jahren am selben Theater sich in den Ruhestand zurückzog.
Draxler zog sich auf seinen Landsitz in der Prein zurück, wo er ungestört seinen Lieblingsbeschäftigungen (Jagd und Landwirtschaft) nachgehen konnte.
Sein jüngerer Bruder Alois Draxler war ebenfalls Opernsänger.